# Monastère de Pustinja
Le monastère de Pustinija (en serbe cyrillique : Манастир Пустиња ; en serbe latin : Manastir Pustinja) est un monastère orthodoxe serbe situé au hameau de Poćuta, dans le district de Kolubara et sur le territoire de la ville de Valjevo en Serbie. Il est inscrit sur la liste des monuments culturels de grande importance de la république de Serbie (identifiant no SK 451).
En serbe, le nom du monastère signifie « le désert ». Pustinja abrite aujourd’hui une communauté de religieuses ; le monastère était autrefois habité par des moines.

## Localisation
Le monastère se trouve à 20 km de Valjevo, dans les gorges de la rivière Jablanica. 

## Historique
Le monastère de Pustinja a été fondé au XIIIe siècle, peut-être par le roi Stefan Dragutin. Un « defter » (registre fiscal) ottoman remontant à 1572 signale qu’il n’est occupé que par un seul moine. Les bâtiments actuels datent du XVIIe siècle. L’église est dédiée à la Présentation de la Mère de Dieu au Temple. Le commanditaire des travaux est un moine appelé Joakim. Le monastère a été endommagé au moment où les Turcs ont marché sur Vienne. Restauré en 1759, il a de nouveau été endommagé en 1787 et 1788. Il est resté à l’abandon pendant quarante ans. 
En 1848, on a ajouté à l’église un narthex et un clocher. 
Pendant la Première Guerre mondiale, les soldats autrichiens se sont servis du narthex comme d’une étable. Au moment de leur retraite, ils ont emporté avec eux deux grandes cloches qui ornaient l’église. 

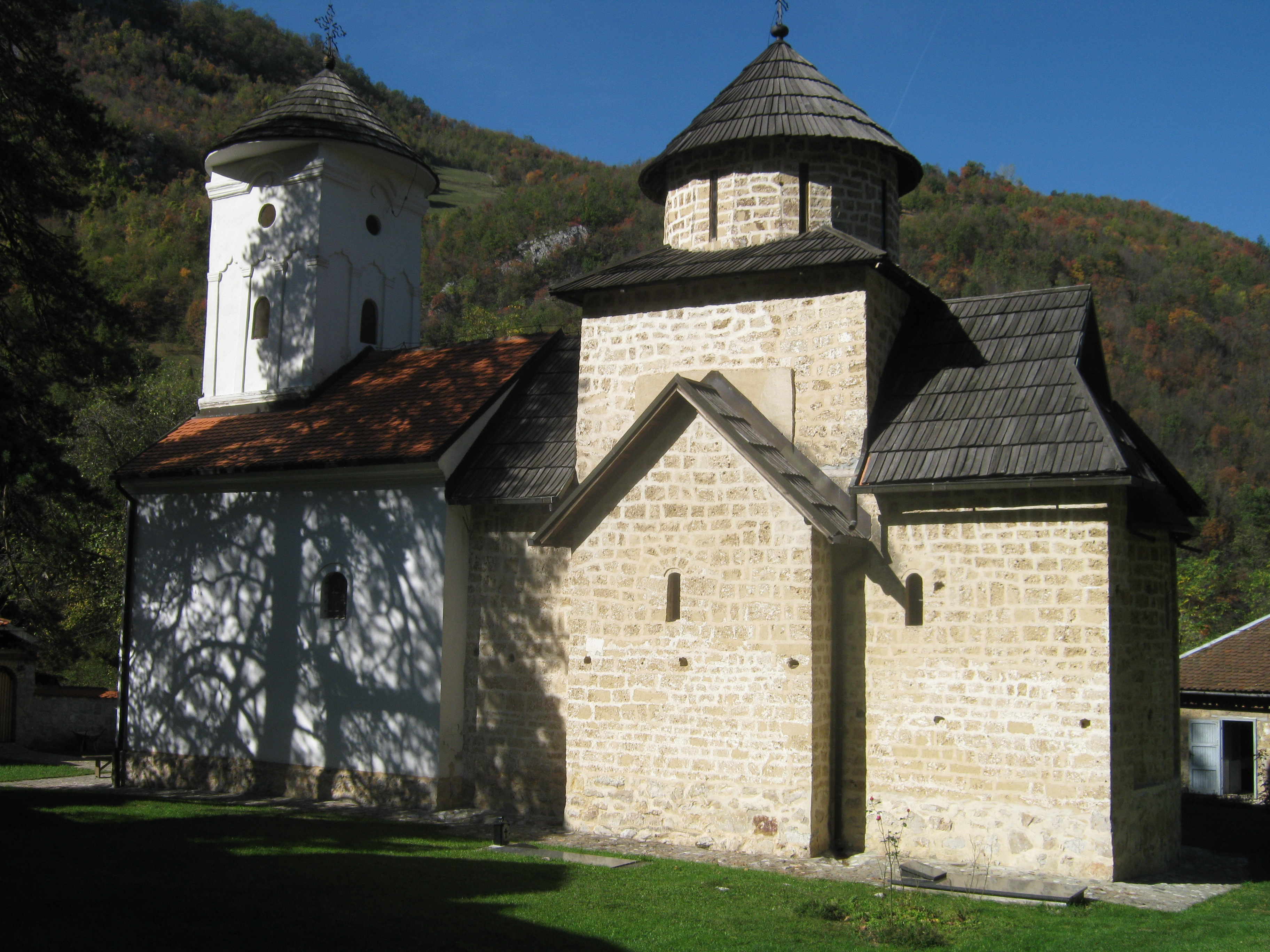
L'église du monastère.

## Architecture et fresques
L’église ne possède qu’une seule nef, avec une abside prolongée par un chœur rectangulaire à l'est ; de part et d'autre de l'autel se trouvent deux chapelles, elles aussi de forme rectangulaire. Un dôme surmonte le centre de l'édifice. 
En 1622, les peintres Jovan et Nikola ont orné l'église de fresques. Comme l’indique une inscription, ils ont accompli leur tâche en 123 jours, du 15 mars au 25 juin 1622. Les fresques sont dans un bon état de conservation. L'église abrite également un portrait du moine Joakim offrant son église à la Mère de Dieu et des représentations des apôtres saint Pierre et saint Paul. La fresque la plus célèbre est celle de saint Jean-Baptiste ; en raison de sa valeur artistique, elle a été mise sous la protection de l’UNESCO[réf. nécessaire].
L’iconostase contient des icônes du XIXe siècle. 